# Ferruccio Lamborghini
Ferruccio Elio Arturo Lamborghini (28 tháng 4 năm 1916 - 20 tháng 2 năm 1993) là một nhà tư bản công nghiệp người Ý. Sinh ra và lớn lên ở vùng đô thị Renazzo di Cento vùng Emilia-Romagna.Lúc đầu ông kinh doanh sản xuất máy kéo vào năm 1948,ông thành lập Lamborghini Trattori và nhanh chóng trở thành một nhà máy sản xuất thiết bị nông nghiệp quan trọng giữa cải cách kinh tế sau chiến tranh của Ý.Năm 1959,ông mở một nhà máy sưởi dầu Lamborghini Bruciatori mà sau này bước vào kinh doanh sản xuất thiết bị điều hòa không khí.Năm 1963,ông trở nên nổi tiếng vì lập nên Automobili Lamborghini,một hãng sản xuất xe thể thao cao cấp tại Sant'Agata Bolognese.Vào năm 1969, Lamborghini thành lập một công ty thứ tư lấy tên Lamborghini Oleodinamica. Lamborghini đã bán rất nhiều xe phiên bản bản quyền của mình vào cuối năm 1970 và sau đó ông chính thức nghỉ hưu.

## Sách tham khảo
- Cockerham, Paul W. (tháng 9 năm 1996). Lamborghini: The Spirit of the Bull . New York City, New York: Smithmark Publishers. ISBN 978-0765196262. Truy cập ngày 5 tháng 8 năm 2012.Quản lý CS1: ref trùng mặc định (liên kết)
- Cowell, Alan (ngày 22 tháng 2 năm 1993). “Ferruccio Lamborghini, 76, Dies; A Top Maker of Stylish Sports Cars”. New York Times. New York City, New York: The New York Times Company. ISSN 0362-4331. Bản gốc lưu trữ ngày 12 tháng 8 năm 2012. Truy cập ngày 9 tháng 7 năm 2015. Đã định rõ hơn một tham số trong |archiveurl= và |archive-url= (trợ giúp); Đã định rõ hơn một tham số trong |archivedate= và |archive-date= (trợ giúp); Đã định rõ hơn một tham số trong |accessdate= và |access-date= (trợ giúp)Quản lý CS1: ref trùng mặc định (liên kết)
- Jolliffe, David; Willard, Tony (ngày 19 tháng 9 năm 2004). Lamborghini: Forty Years . St. Paul, Minnesota: Motorbooks. doi:10.1007/b62130. ISBN 978-0760319451. Truy cập ngày 3 tháng 8 năm 2012.Quản lý CS1: ref trùng mặc định (liên kết)
- Lawrence, Mike (ngày 7 tháng 10 năm 1996) [1991]. A to Z of Sports Cars, 1945-1990: The Encyclopaedic Guide to More Than 850 Marques and Thousands of Models . St. Paul, Minnesota: MBI Publishing Company. ISBN 978-1870979818. Truy cập ngày 5 tháng 8 năm 2012.Quản lý CS1: ref trùng mặc định (liên kết)
- Lyons, Pete; The Auto Editors of Consumer Guide (ngày 9 tháng 6 năm 1988). The Complete Book of Lamborghini . Woodstock, New York: Beekman House. ISBN 9780854297351.
- Sackey, Joe (ngày 15 tháng 11 năm 2008). The Lamborghini Miura Bible . Dorchester, England: Veloce Publishing. ISBN 978-1845841966. Truy cập ngày 5 tháng 8 năm 2012.Quản lý CS1: ref trùng mặc định (liên kết)
- Schleifer, Jay (tháng 5 năm 1993). Lamborghini: Italy's Raging Bull. Crestwood House. ISBN 978-0896866980.Quản lý CS1: ref trùng mặc định (liên kết)

### Các sản phẩm thương hiệu Lamborghini
- Automobili Lamborghini S.p.A. Automobiles; now a subsidiary of AUDI AG
- Lamborghini Calor S.p.A. (formerly Lamborghini Bruciatori) Heating and cooling equipment; now a subsidiary of Ferroli S.p.A.
- Lamborghini Oleodinamica Lưu trữ ngày 22 tháng 7 năm 2011 tại Wayback Machine Hydraulic equipment; now a brand of Oleodinamica SEGUINI S.r.l.
- Lamborghini Trattori S.p.A. Lưu trữ ngày 21 tháng 8 năm 2013 tại Wayback Machine Farm tractors; now a subsidiary of SAME Deutz-Fahr S.p.A.